# Семёнов, Владимир Яковлевич
Владимир Яковлевич Семенов (09.07.1902—28.09.1979) — советский военачальник, заместитель начальника штаба и начальник Оперативного отдела штаба Волховского фронта (1943),  начальник Оперативного отдела штаба Карельского фронта (1944), генерал-майор (10.11.1942). Участник Гражданской, Великой Отечественной войны.

## Биография
Владимир Яковлевич Семенов родился в станице Морская Таганрогского района Ростовской области 9 июля 1902 года.
В составе Красной Армии с 5 апреля 1918 года.
Закончил военную академию Генерального штаба.
Участник Гражданской войны с 1918 по 1922 год.
21 марта 1940 года указом Президиума ВС СССР за образцовое выполнение боевых заданий Командования на фронте борьбы с финской белогвардейщиной и проявленные при этом доблесть и мужество награжден орденом Красного Знамени.
10 ноября 1942 года повышен в звании до генерал-майора
В 1943 году начальник Оперативного отдела штаба Волховского фронта. В оперативно-тактическом отношении был подготовлен хорошо, имел хороший опыт в работе, требователен к себе и подчиненным. Отдел под его командованием работал слаженно и творчески, сам В.Я. Семенов оказывал постоянную практическую помощь в работе нижестоящим отделам путем выездов на место.
В период Синявских наступательных боевых операций и прорыве блокады Ленинграда В.Я. Семенов и его отдел с работой справился хорошо, своевременно информируя командования.
За проявленную успешную работу указом Президиума ВС СССР 31 марта 1943 года награжден Орденом Кутузова II степени.
В 1944 году начальник Оперативного отдела штаба Карельского фронта.
2 ноября 1944 года  указом Президиума ВС СССР награжден орденом Богдана Хмельницкого II степени
3 ноября 1944 года указом Президиума ВС СССР за выслугу лет награжден орденом Красного Знамени
В 1944 году награжден орденом Суворова II степени.
3 декабря 1944 года награжден медалью «За оборону Советского Заполярья».
21 февраля 1945 года за выслугу лет награжден орденом Ленина.
За образцовое выполнение боевых заданий командования на фронте борьбы с японскими империалистами 8 мая 1945 года награжден орденом Красного Знамени.
15 ноября 1950 года награжден орденом Красного Знамени за выслугу лет.
Окончил службу 17 мая 1954 года.
Умер 28 сентября 1979 года. Похоронен на Котляковском кладбище в г. Москва.

## Награды
- Орден Кутузова II степени[7]
- Орден Ленина
- Орден Красного Знамени
- Орден Суворова II степени
- Орден Богдана Хмельницкого II степени
- Медаль «За оборону Ленинграда»
- Медаль «За оборону Советского Заполярья»
- Медаль «За победу над Германией в Великой Отечественной войне 1941–1945 гг.»